# لاين ميلن
لاين ميلن (بالإنجليزية: Iain Milne)‏ هو لاعب اتحاد الرغبي بريطاني، ولد في 17 يونيو 1956.

## وصلات خارجية
- لاين ميلن عل موقع إسبنسكروم (الإنجليزية)